# 4738 (1985 RZ4)
4738 (1985 RZ4) је астероид главног астероидног појаса са средњом удаљеношћу од Сунца која износи 2,683 астрономских јединица (АЈ).
Апсолутна магнитуда астероида је 12,9.